# Kul Britanija
Kul Britanija (engl. Cool Britannia) je period u kulturi Ujedinjenog Kraljevstva tokom 90.-ih godina inspirisan pop kulturom 60.-ih. Promena vlade od višegodišnje konzervativne do nove laburističke partije pod Tonijem Blerom i uspeh Britpop-a i muzičkih pojava kao što su Spice Girls vodilo je ka novom osećaju optimizma u UK koje je usledilo posle uzburkanih 70-ih i 80-ih. To je aluzija na naslov britanske patriotske pesme "Rule, Britannia!".

## Poreklo imena
Fraza "Cool Britannia" je prvi put korišćena 1967. kao naziv pesme benda Bonzo Dog Doo Dah.
Upotreba ovog termina je slična upotrebi termina "Swinging London", za bum u umetnosti, modi i popularnoj muzici.

## Spoljašnje veze
- "Whatever happened to Cool Britannia ? The UK after eight years of Blair", Cerium, maj 2005.